# El Pont d'Orrit
La población de El Pont d'Orrit perteneció al antiguo término de Sapeira, agregado en 1970 al término municipal de Tremp. Se formó al abandonarse el viejo pueblo de Orrit, situado al noreste de El Pont d'Orrit. Aunque se le considera un pueblo, históricamente es un arrabal de Orrit.
Está situado en la ribera izquierda del Noguera Ribagorzana, al noreste de donde afluye a este río el barranco de Orrit.

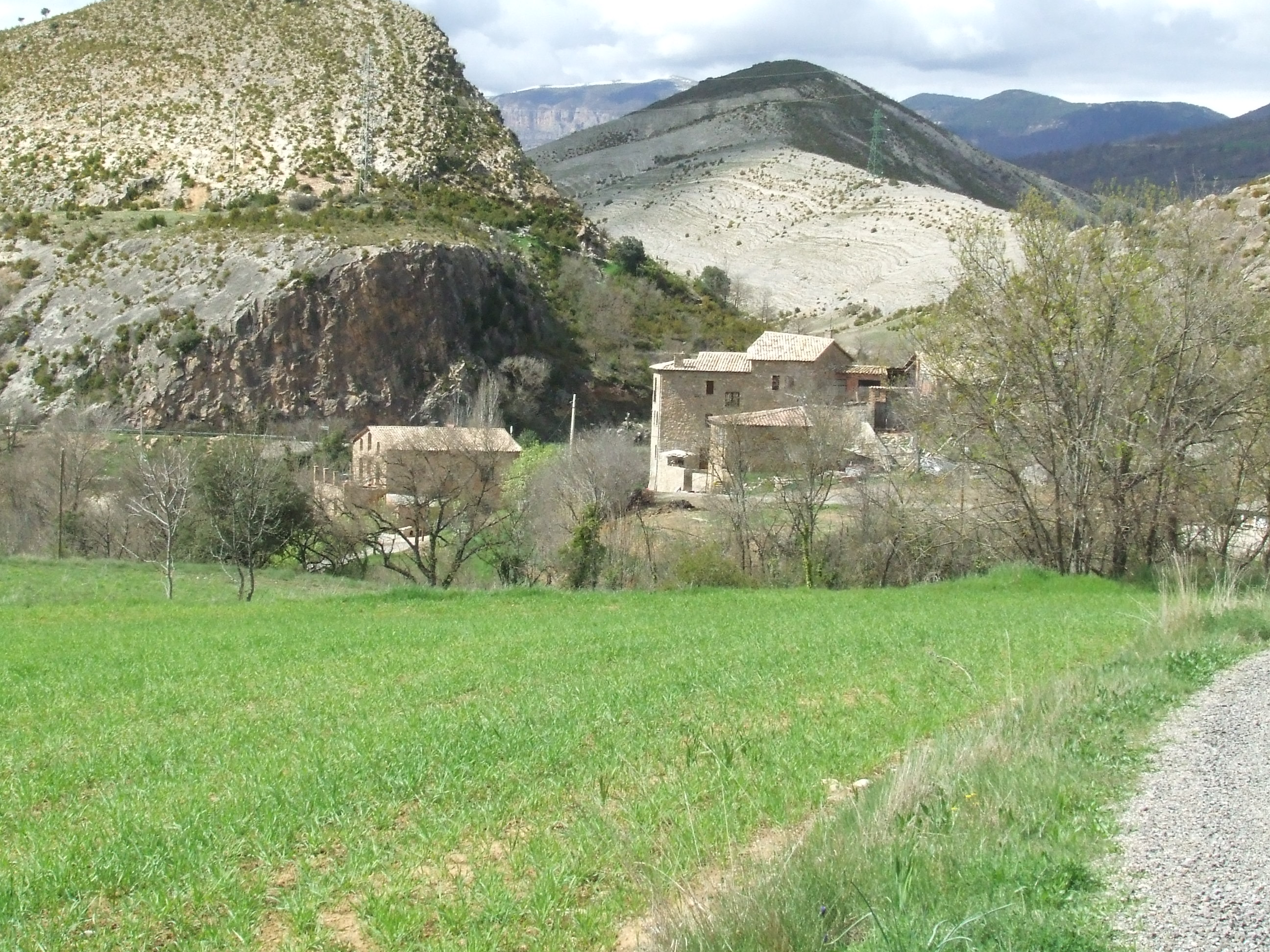
El Pont d'Orrit desde el sur.

El Pont d'Orrit queda justo en frente de la población de Arén. En 1970, en el momento de anexionarse a Tremp, tenía 23 habitantes, que bajaron a 20 en 1981 y a 15 en 2006.
En sustitución de la antigua iglesia parroquial de San Pedro, románica, situada en el pueblo viejo, se construyó una nueva, también advocada a San Pedro, en Pont d'Orrit, cerca del río y de la carretera.
Unos 100 metros aguas arriba del pueblo están las ruinas del antiguo Puente de Orrit, de estilo románico. Justo al comienzo del camino por dónde se llega, a mano izquierda del camino, hay unas rocas codinas que están llenas de agujeros y encajes que debieron de pertenecer a una prensa, muy probablemente de origen medieval.

## Etimología

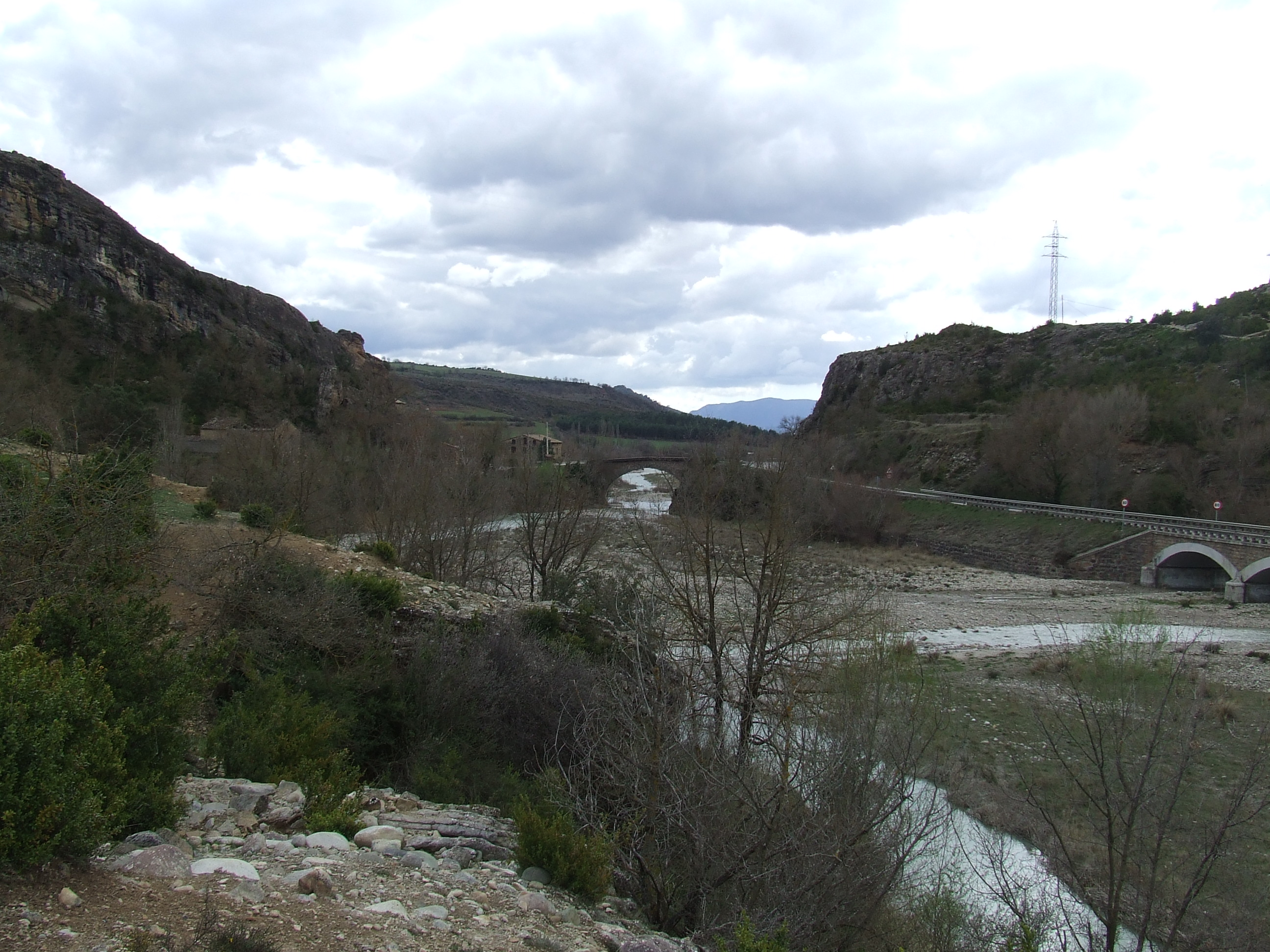
El puente que da nombre a Pont d'Orrit

El Pont d'Orrit toma el nombre de dos elementos que configuran la geografía y la historia antigua del lugar. Por un parte, el puente románico que existió al norte del pueblo, sobre el Noguera Ribagorzana, del que actualmente sólo quedan elementos de los pilares.
La segunda parte proviene del antiguo pueblo de Orrit, en las laderas al noreste de El Pont d'Orrit.

## Historia
El Pont d'Orrit tiene una historia muy reciente, prácticamente toda en los siglos XX y XXI. El pueblo matriz, Orrit, con su castillo es otro.